# Borbotana ekeikei
Borbotana ekeikei là một loài bướm đêm trong họ Noctuidae.